# Gail, Texas
Gail är en liten ort i den amerikanska delstaten Texas med 190 invånare (2000). Gail är administrativ huvudort i Borden County. Både staden och countyt har blivit namngivna efter upptäckaren, lantmätaren och publicisten Gail Borden som år 1856 fick patent för sin metod att framställa kondenserad mjölk. Gail grundades 1891 och har varit administrativ huvudort i countyt sedan dess. År 1910 fanns det över 700 invånare i Gail men folkmängden har stadigt minskat.